# 青岛第一中学
山东省青岛第一中学（简称青岛第一中学、青岛一中）是青岛市的一所高中，校址坐落于市南区单县路46号。青岛一中是始建于1924年的一所有90多年历史的老牌名校。

## 理念
- 校训：为生存与发展奠基
- 校风：教师学高身正，学生品学兼优
- 教风：爱生、严谨、求实、创新
- 学风：勤奋、进取、扎实、高效
- 办学方略：以人为本，凝心聚力，刚性管理，科研兴校
- 办学思想：一个中心，两个注重，三个教学观点。

## 校史
1924年2月，山东各地士绅筹资建立私立胶澳中学，为初高中完全中学，校址设登州路77号。1924年10月，校址迁至湛山大路1号（现香港西路5号至13号）。1926年改为胶澳商埠公立中学校。1929年改名青岛特别市市立中学校，后改为青岛市立中学校。1938年9月，因日军占用原校舍，校址迁至贵州路小学。1946年春，高中部迁至临清路（原铃木医院、临清路小学址）。1946年11月，高中部迁入单县路26号（青岛商业学校旧址）。1952年，初中、高中部迁址单县路46号至今，并改名为青岛第一中学。2003年，初中部不再招生，成为一所高中。

## 规模

### 设施
青岛一中占地78亩，建筑面积三万余平方米。教学楼内有微机室4个，多媒体教室52个，语音室2个；每个教室均配有电脑、投影仪、音箱、滑动式触摸感应黑板。学校体育场是建在利群购物中心三层楼顶的空中体育场，和学校相连，铺设300米环形跑道、足球场、排球场、篮球架，还有观众席和主席台。体育场旁边还有八个篮球场地和六个羽毛球场地。并建有体育馆。

### 班额
学校分三个年级，共有教学班共36个，其中普通班15个，英才班6个，海尔创新班6个，交运创新班3个，每班约为50到60人。

### 师资
学校有特级教师3人，高级教师65人，有一批为全国、省、市级优秀教师、学科带头人及专业技术拔尖人才。

## 荣誉
青岛第一中学是新中国成立后，首批确定的省属重点中学，1978年被定为首批办好的省重点中学。现为山东省规范化学校，青岛市文明单位，省级田径体育传统项目学校，青岛市艺术示范学校。

## 校友
- 罗干：原中共中央政治局常委、中央政法委书记
- 傅杰：原中纪委副书记
- 李普：原新华社副社长
- 袁行霈：国际著名学者，全国人大常委、民盟中央副主席，中央文史馆馆长
- 曲钦岳：中国科学院院士、原南京大学校长
- 常德传：青岛港董事局主席、总裁
- 张瑞敏：海尔董事局主席、首席执行官
- 黄晓明：中国男演员、歌手

## 轶闻
2013年1月，在网络上流传的“全国学校LOL战力排行榜”中青岛一中名列第八。